# Voljice
Voljice är en ort i Bosnien och Hercegovina.   Den ligger i entiteten Federationen Bosnien och Hercegovina, i den centrala delen av landet, 70 km väster om huvudstaden Sarajevo. Voljice ligger 750 meter över havet och antalet invånare är 179.
Terrängen runt Voljice är huvudsakligen kuperad, men söderut är den bergig. Voljice ligger nere i en dal. Närmaste större samhälle är Bugojno, 17,4 km norr om Voljice.
I omgivningarna runt Voljice växer i huvudsak blandskog. Runt Voljice är det ganska tätbefolkat, med 93 invånare per kvadratkilometer.